# 玩偶大作戰
《玩偶大作戰》是泉雄治創作的一部校園愛情喜劇漫畫作品，從Comic Gum漫畫雜誌2006年4月號起開始連載，於2009年2月號連載完結。

## 概要
主人公四森公太本來是位普通的中學生，在新學期重新編班後得如所願能跟一直暗戀的彩乃姬華成為同班同學。當彩乃跟公太打招呼時，公太突然心跳加速，失去知覺。當他再次張開眼睛時，竟然發現自己的意識轉移到附近的布偶身上！憑著這種神奇的體質，公太經常能與身邊的一眾美少女進行令人既害羞又羨慕的另類接觸……

## 登場人物
四森公太
主人公。跟妹妹桃音一同生活，起居三餐由青梅竹馬的百舌鳥原亞子一手包辦。在新學期成為中學二年級生，一直暗戀著同年級的彩乃姬華。新學期開始同班的彩乃跟公太問好，令他心跳加速，不省人事。恢復知覺時發覺意識附在布偶上，能透過布偶的身體感受各種知覺，並能聽取別人的心聲。自己不能控制意識轉移往哪個布偶身上，因此經常得以看到令人臉紅的場景。
為了得到更多機會接近彩乃，現在成為了手工藝社的候補社員。
四森桃音
公太的妹妹。非常喜歡哥哥公太的小學生，曾經表示將來要當公太的新娘。
彩乃姬華
公太的暗戀對象。中學二年級生，新學期開始跟公太同班，現在是手工藝社的正式社員。非常喜歡布偶，而且經常親手製作布偶，手工很好。看到可愛的布偶會自我陶醉，沉浸在布偶世界的幻想中。似乎很久以前就認識公太……
百舌鳥原亞子
公太的青梅竹馬。一直照顧公太兩兄妹的生活起居，家事萬能。跟公太在新學期同班成為中學二年級生，加入了田徑隊。特技是「亞子飛彈攻擊」，即用自己的身體整個人飛撲往公太身上，而亞子的平胸令這一招的攻擊能力大增。目睹公太開始親近彩乃令亞子產生危機感，採取各種方法尋回公太的心，包括加入了手工藝社。
因種種原因被二叉苦纏，現在苦惱不已。
或鈴二叉
或鈴真由的妹妹。中學一年級生。由於公太因種種原因與二叉發生了身體接觸，對公太心存恨意，每次碰見他都會追打。一直深愛著亞子，甚至整個房間都貼滿了亞子的照片。被姐姐真由寵愛著，但自己覺得像被姐姐當作玩具似的。現在經常進出手工藝社。
或鈴真由
中學三年級生，二叉的姐姐，兼手工藝社的社長。經常有大膽舉動，受害的多半是公太。經常與伊園陽介一起穿上自製的布偶服進行角色扮演。
伊園陽介
手工藝社的社員。中學二年級生，與公太他們不同班。跟真由志同道合而創立了手工藝社，與真由常常一起進行角色扮演。一直追看正在播放的動畫《我愛哥哥》，但常會忘記了錄影而趕忙跑回家中。

## 單行本
| 冊數 | 日文版發賣日期 | 中文版出版日期 |
| ---- | -------------- | -------------- |
| 1    | 2006年9月25日  | 2007年9月18日  |
| 2    | 2007年5月25日  | 2008年2月27日  |
| 3    | 2007年12月25日 | 2008年5月21日  |
| 4    | 2008年8月23日  | 2009年2月19日  |
| 5    | 2009年2月24日  | 2009年8月7日   |

## 外部連結
- （日語）Comic Gum漫畫雜誌網頁
- （中文）尖端出版社玩偶大作戰專頁 （页面存档备份，存于）